# Thrasamund Ier de Spolète
Thrasamund († 703 ou 705) est un noble et un chef militaire lombard de la seconde moitié du VIIe siècle et du début du VIIIe.

## Biographie
Comte de Capoue (milieu du VIIe siècle), Thrasamund est nommé duc de Spolète (Ombrie) en 663 par Grimoald, roi des Lombards, succédant au duc Attulf. Thrasamund avait notamment aidé Grimoald, alors duc de Beneventum, à usurper le pouvoir en évinçant le roi Perthari et à monter sur le trône lombard. Pour le remercier, Grimoald lui donne également l'une de ses filles en mariage. Thrasamund Ier de Spolète règne jusqu'en 703 ou 705, dirigeant le duché avec son frère Wachilap. Il a comme successeur son fils Faroald II.

## Sources
- Paul Diacre, « Histoire des Lombards » (unique source concernant ce personnage historique).
- L’Anthologie latine contient un Panégyrique du roi Trasamond, composé par un certain Florentianus. Il s'agit d'un roi vandale qui n'a rien à voir avec Thrasamund de Spolète.